# العزيز محمد بن غازي
العزيز محمد بن غازي (1213-1236) أمير أيوبي حكم حلب وابن الظاهر غازي وحفيد صلاح الدين؛ فأمه ضيفة خاتون بنت العادل بن صلاح الدين.
وكان العزيز يبلغ من العمر ثلاثة أعوام فقط عندما توفي والده ولم يسيطر على السلطة فعلياً حتى سن السابعة عشر. توفى الظاهر غازي في عام 1216 ميلاديًا عن عمر يناهز الخامسة والأربعين فورث على الفور منصب والده حاكمًا لحلب، بعد تشكيل مجلس وصاية؛ حيث عين شهاب الدين توغرول باعتباره أتابك أو الوصي، وهو أحد مماليك الظاهر غازي، والذي أصبح الحاكم الفعالي لحلب على مدى خمسة عشر عامًا.